# Knappenkopf
Der Knappenkopf ist ein 2071 m ü. A. hoher Berggipfel in den Allgäuer Alpen, über den die Grenze zwischen Deutschland und Österreich verläuft.

## Lage und Umgebung
Der Knappenkopf ist ein untergeordneter Gipfel südlich des Kugelhorns (2126 m). Er erhebt sich aus dem Graskamm, der das Kugelhorn über den Kirchendachsattel (1927 m) mit der Kälbelespitze (2135 m) im Süden verbindet. Im Südwesten befindet sich der Schrecksee (1813 m), nordöstlich der Vilsalpsee (1165 m) und im Osten der Alplsee (1620 m).
Die nächstgelegenen Orte sind Hinterstein im Nordwesten und Tannheim im Nordosten.

## Namensherkunft
Eine erste Erwähnung des Knappenkopfs erfolgt im Jahr 1800 in einer Beschreibung der Taufersalpe im Taufersbachtal nordwestlich unterhalb des Gipfels: in denen gknaben Köpfen. 1803 wurde erneut in einer Alpbschreibung in Gnappen Köpfen erwähnt. Die Herkunft des Namens ist bislang ungeklärt. Hinweise auf Erzbergbau in der Umgebung gibt es nicht.

## Besteigung
Der Knappenkopf wird meistens in Verbindung mit dem Kugelhorn überschritten. Der Zustieg erfolgt vom südlich gelegenen Kirchdachsattel auf schwacher Pfadspur über einen steilen Grasrücken sowie eine kurze Gratschneide, die Trittsicherheit erforderlich macht. Westlich des Gipfels verläuft der Jubiläumsweg, von dem man den Gipfel ebenfalls in Kürze erreicht.

## Galerie

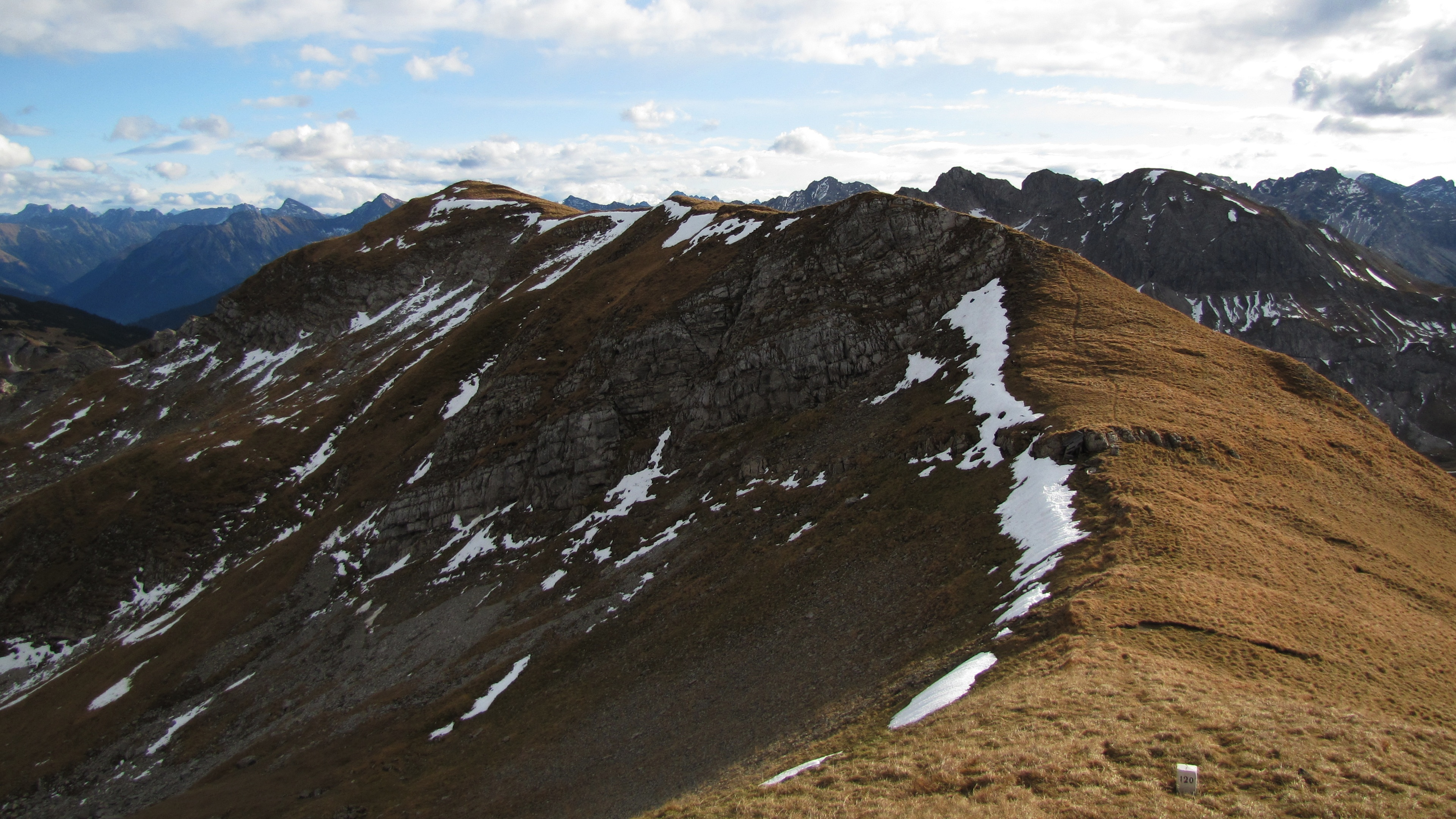
Aus Norden
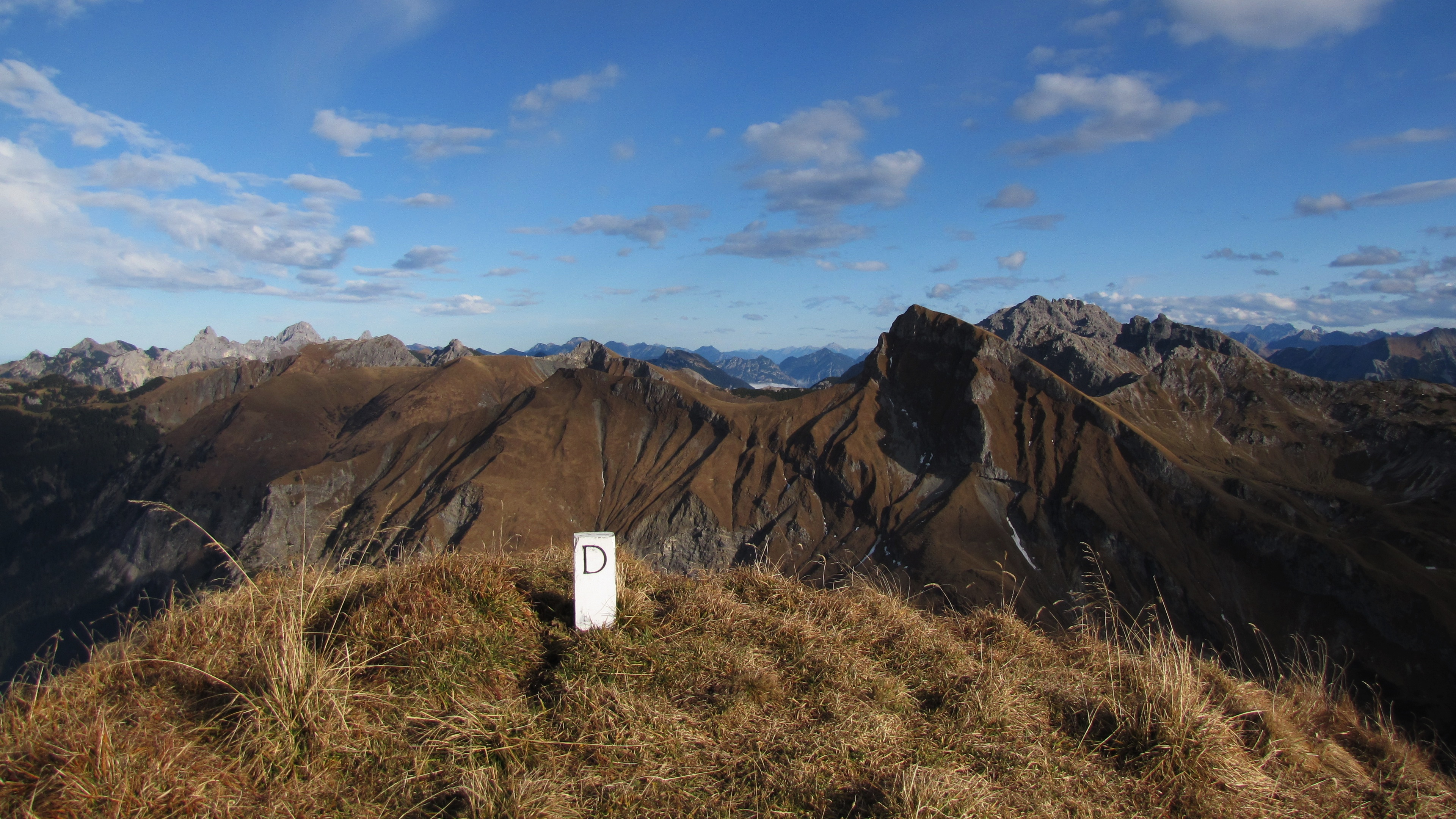
Grenzstein am Gipfel
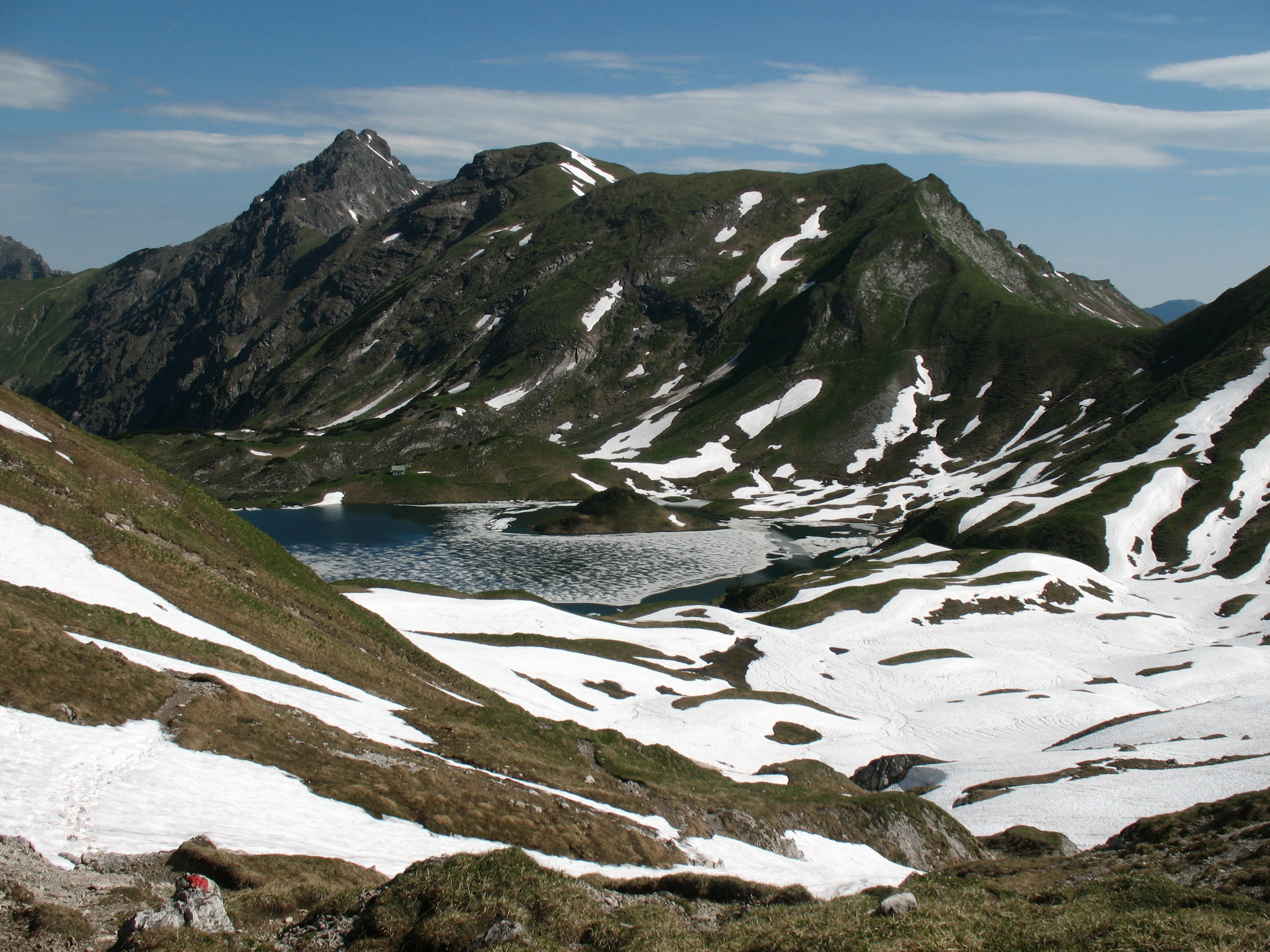
Über dem Schrecksee
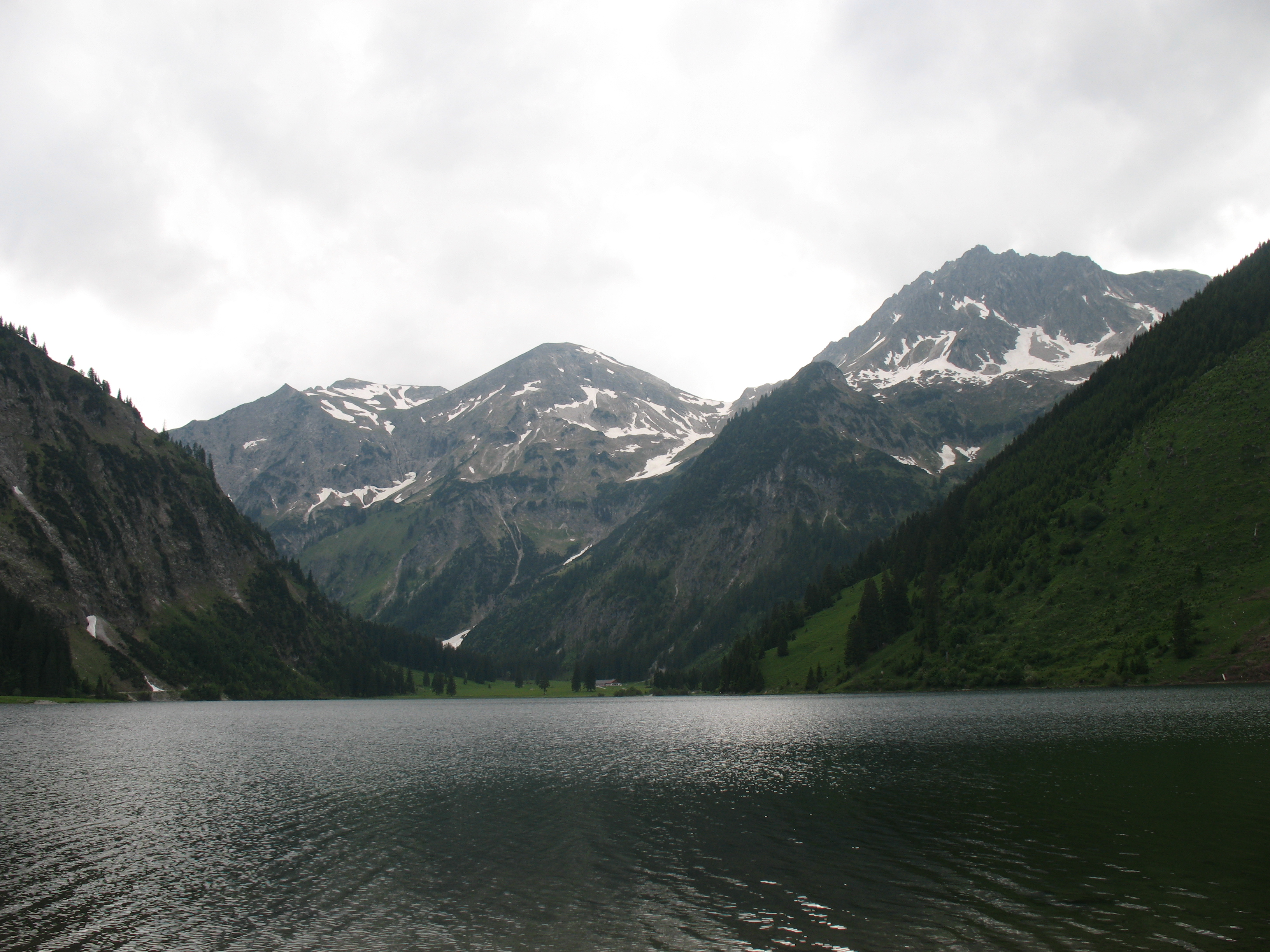
Rauhhornzug vom Vilsalpsee